# 祝橋 (三次市)
祝橋（いわいばし）は、広島県三次市の江の川にかかる道路橋。下流側に歩道橋を併設している。

## 概要
県における桜の名所の一つである尾関山公園から真南に位置し、その展望台から眼下に見える橋である。上流側が馬洗川との交流点、下流側がJR三江線の鉄道橋である。東側が三次市中心部にあたり、西詰を直進すると国道54号との交点である落岩交差点である。
最初の架橋年は不明。この地には少なくとも戦前から橋があり、木製の吊り橋として架けられていた。尾関山への観光用道路を兼ねていた。ただ交通量の増大と木橋の老朽化によって維持できなくなった。そこへたまたま同時期に架替えが進められていた広島市の太田川橋の廃材を転用することとなり、1959年（昭和34年）架け替えられた。
なおこの橋は戦前に製作されたトラス橋であり、県が管理する道路の中にある鋼橋のうち最高齢にあたる。

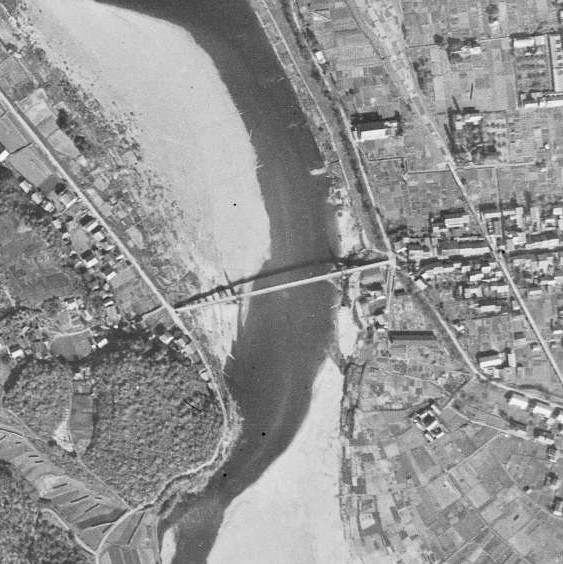
1947年
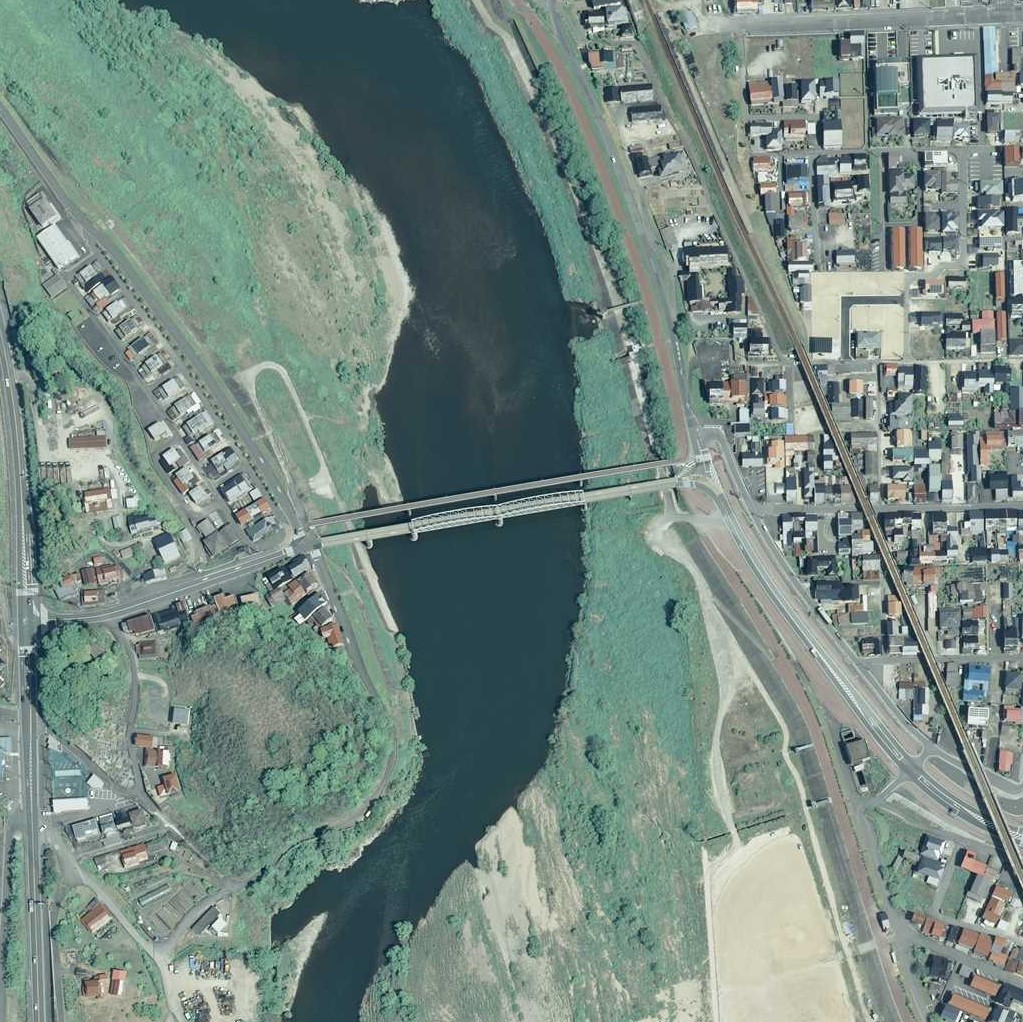
2015年

## 諸元

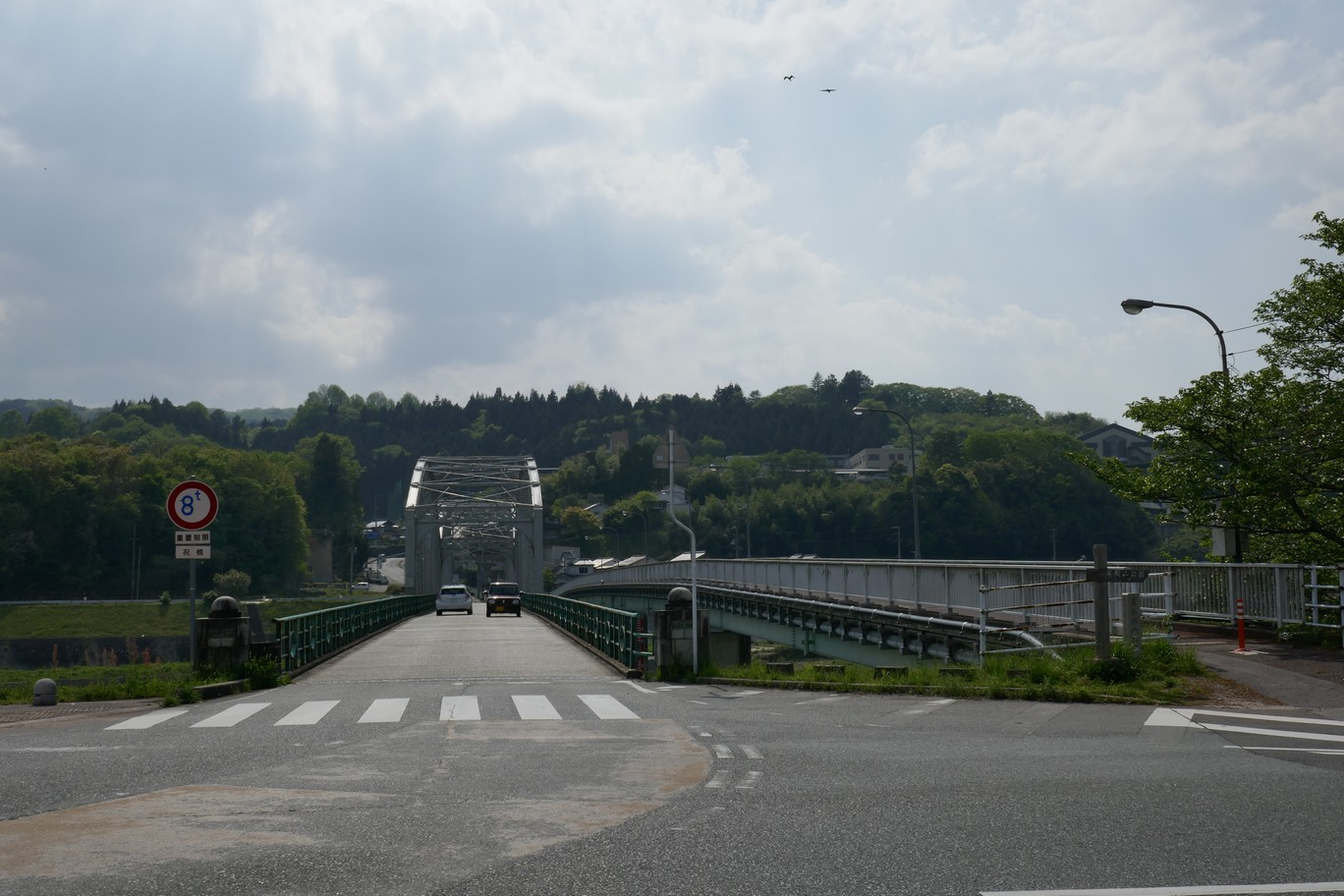
道路状況

- 路線名：広島県道・島根県道112号三次江津線
- 竣工年
  - 1921年（大正10年） - 太田川橋として桁製作した年[3][5]
  - 1959年（昭和34年） - 2代目祝橋として開通した年[3]
- 橋長：210.0m[2][1][1]
- 支間割：2@27.0m + 2@51.0m + 2@27.0m [2]
- 有効幅員： 5.5m [2]
- 上部工 ： PC桁橋 + 2連下路式曲弦プラットトラス橋 + PC桁橋 [2][5][1]
- 下部工 : 挟壁式RC橋台2基、RCラーメン橋脚5基 [2]
- 基礎工 : 橋台 - 直接基礎、橋脚 - 井筒基礎 [2]
- 施工
  - 上部工 : 水野鉄工、PC橋梁KK [2]
  - 下部工 : 加藤組、升本九衛門 [2]